# روال مطلوب
روال مطلوب (به انگلیسی: Best Practice) روش یا تکنیکی است که منجر به نتایج برجسته‌تری نسبت به روش های دیگر شده است و به‌دلیل اینکه به طور عام توسط گروهی از مجربین یک رشته یا موضوع پذیرفته‌شده‌است، به عنوان یک شاخص استفاده می شود. البته یک روال مطلوب این امکان را دارد که با رشد پیشرفت ها، باز هم بهتر شود.
معمولا روال های مطلوب وابسته به صنایع و امکانات موجود از قبیل دانش سازمانی، فرهنگ سازمانی، امکانات سخت افزاری و نرم افزاری می باشد.